# Heriberto González
Heriberto Evaristo González Xiquez (23 marzo 1959) è un ex schermidore cubano.

## Biografia
Ha partecipato ai Giochi della XXII Olimpiade di Mosca nel 1980.

## Palmarès
In carriera ha conseguito i seguenti risultati:
- Giochi Panamericani:

San Juan 1979: oro nel fioretto a squadre e dindividuale.
Caracas 1983: oro nel fioretto a squadre.